# Mordor Macula

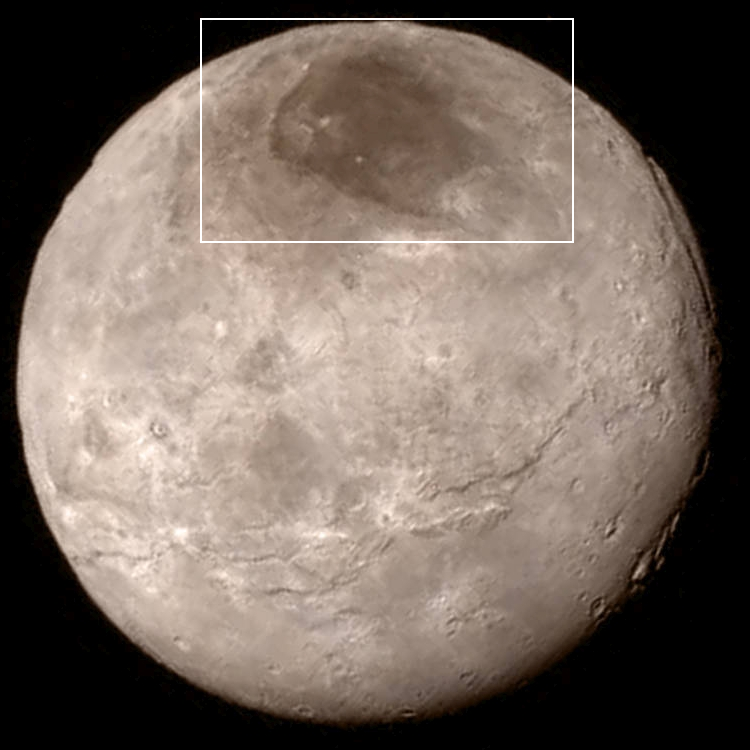
Vista general de Mordor Mácula sobre el polo norte de Caronte.

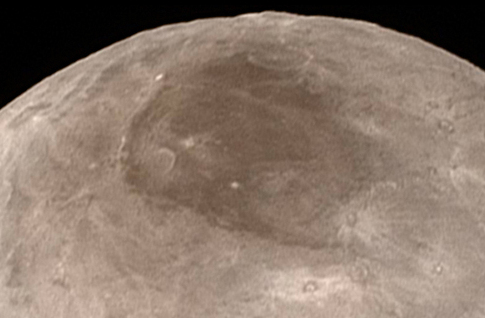
Detalle de la zona interior de Mordor Mácula, más oscura.

Mordor Macula es un accidente geográfico de Caronte, el satélite más grande del planeta enano Plutón.
Recibe este nombre, de manera informal, por Mordor, una región del mundo ficticio creado por J. R. R. Tolkien en su obra El Señor de los Anillos.

## Descripción
Mordor Mácula está situada sobre el polo norte de Caronte y es de forma aproximadamente circular. Se pueden distinguir dos áreas en ella, una interior, más oscura y de aproximadamente 275 km de diámetro, con un albedo de aproximadamente la mitad del de la superficie de Caronte, y otra exterior, más clara, y de un diámetro de 450 km. No hay un claro límite geológico u otra marca en el terreno que delimite Mordor Mácula del resto de la  superficie del satélite. La zona interior está parcialmente delimitada por una prominente  cresta arqueada de 5 km de altura coincidente con un brusco cambio de albedo y color, y puede ser la cresta exterior de un cráter de impacto o tener un origen tectónico. Otros indicadores morfológicos de un origen por un impacto tales como un manto de materiales eyectados tras el impacto o cráteres secundarios no han sido detectados.
Una de las principales teorías es que el nitrógeno y el metano escapan de Plutón y luego se depositan en los polos fríos de Caronte, donde la luz ultravioleta transforma las moléculas en tolinas. Esta teoría implica que también debería existir una mancha roja similar en el polo sur de Caronte, y la evidencia indirecta sugiere que esto es cierto.